# Il documento
Il documento è un film del 1939 diretto da Mario Camerini.
La pellicola è stata girata a Cinecittà.

## Trama
Tre imbroglioni cercano di raggirare un anziano conte, difeso dal suo maggiordomo che riesce a salvargli lo scarso patrimonio con la minaccia di esibire un documento compromettente.